# آرثر د. هاسلر
آرثر د. هاسلر (بالإنجليزية: Arthur D. Hasler)‏ هو عالم بيئة أمريكي، ولد في 5 يناير 1908، وتوفي في 23 مارس 2001.